# Tempo morto
In fisica sperimentale e in particolare in fisica delle particelle e fisica nucleare il tempo morto è il tempo che impiega un certo apparato di misura, dopo aver ricevuto uno stimolo esterno, per essere pronto ad eseguire correttamente una nuova misura. Un'analogia può essere il tempo che impiega un flash a ricaricarsi dopo aver scattato una foto.

## Contributi al tempo morto
Il tempo morto totale di un rivelatore è usualmente dovuto a contributi intrinseci al rivelatore (ad esempio il tempo di migrazione in un rivelatore a gas) oppure alla parte analogica della catena elettronica (per esempio la formatura del segnale) o dal DAQ (il tempo di conversione dell'ADC e il tempo di scrittura in memoria).
Il tempo morto intrinseco di un rivelatore è spesso dovuto alle sue caratteristiche fisiche; per esempio una camera a scintilla rimane "morta" finché il potenziale tra i due piatti non torna ad essere sopra un certo valore. In altri casi il rivelatore, dopo il primo evento, è ancora "vivo" e produce segnali per gli eventi successivi, ma questi segnali non sono in grado di essere rivelati o discriminati dalla catena elettronica, con il risultato che l'evento è perso oppure avviene un cosiddetto pile-up cioè due segnali vengono parzialmente o totalmente sommati. In alcuni casi questo può essere minimizzato con una progettazione adeguata, ma spesso è a scapito di altre proprietà come la risoluzione in energia.
L'elettronica analogica può introdurre del tempo morto; in particolare durante la formatura del segnale.
I trigger sono un'altra sorgente di tempo morto; in particolare bisogna tener conto del tempo associato a trigger spuri.
Infine, la digitalizzazione, e la memorizzazione dell'evento, specialmente in sistemi di rivelazione con un grande numero di canali come quelli usati nei moderni esperimenti di energia delle particelle, contribuisce al tempo morto totale. Per diminuire questo aspetto, gli esperimenti più grandi usano logiche di trigger sofisticate con pipeline e multilivello .
Dal tempo totale dell'esperimento, il tempo morto va sottratto per ottenere il tempo vivo.

## Analisi
Esistono due tipi di tempo morto:
- paralizzabile o estensibile: l'apparato non registra l'evento, ma si generano delle modifiche nello stato e quindi il tempo morto si prolunga. Un evento che avviene durante il tempo morto dopo il precedente non solo è perso, ma fa ricominciare il conteggio del tempo morto, quindi aumentando il rate sul rivelatore questo raggiungerà un punto di saturazione nel quale non sarà in grado di registra nessun evento;

- non paralizzabile o non estensibile: l'apparato non registra l'evento e non modifica il suo stato, quindi aumentando il rate sul rivelatore la saturazione si raggiungerà ad un rate uguale all'inverso del tempo morto. Aumentando ancora il rate il tasso di eventi registrati non cambierà.

Si suppone di avere un rate di eventi costante {\displaystyle R}, allora la separazione temporale fra due eventi consecutivi è {\displaystyle \Delta T=1/R}. Se il tempo morto {\displaystyle T_{D}} è inferiore a {\displaystyle \Delta T}, allora la misura non subisce variazioni. Se invece il tempo morto è superiore a {\displaystyle \Delta T}, allora nel caso estensibile si perderanno tutte le misure (tranne la prima), mentre nel caso non estensibile, si misurerà la metà degli eventi. Questo perché, nel caso estensibile, tutti gli eventi dopo il primo non saranno misurati in quanto cadranno entro il tempo morto dell'evento precedente, e genereranno a loro volta un tempo morto.
In generale esiste una relazione che, per tempo morto non estensibile, lega il rate vero {\displaystyle R_{v}} da quello misurato {\displaystyle R_{m}}:
{\displaystyle R_{v}={\frac {R_{m}}{1-T_{D}R_{m}}}}
per il modello paralizzabile:
{\displaystyle R_{m}=R_{v}e^{-R_{v}T_{D}}}